# حملة النهر الأحمر

تُشير حملة النهر الأحمر إلى حملة هجومية كبرى شنّتها ولايات الاتحاد في مسرح عمليات غرب نهر الميسيسيبي خلال الحرب الأهلية الأمريكية، والتي حصلت في الفترة الممتدة بين 10 مارس و22 مايو 1864. وقد انطلقت الحملة عبر منطقة السهل الساحلي لخليج المكسيك ذي الغابات الكثيفة بين وادي النهر الأحمر ووسط ولاية أركنساس مع اقتراب نهاية الحرب. تمثّل الهدف من الهجوم في منع الولايات الكونفدرالية الأمريكية من استخدام ميناء شريفبورت في ولاية لويزيانا، وفتح مَنفذ للسكر والقطن من شمال لويزيانا، وكسر الخطوط الكونفدرالية، بهدف السماح لولايات الاتحاد تطويق وتدمير القوات العسكرية الكونفدرالية في لويزيانا وجنوب أركنساس. وكانت الحملة آخر هجوم كبير شنّته ولايات الاتحاد في مسرح عمليات غرب نهر الميسيسيبي.

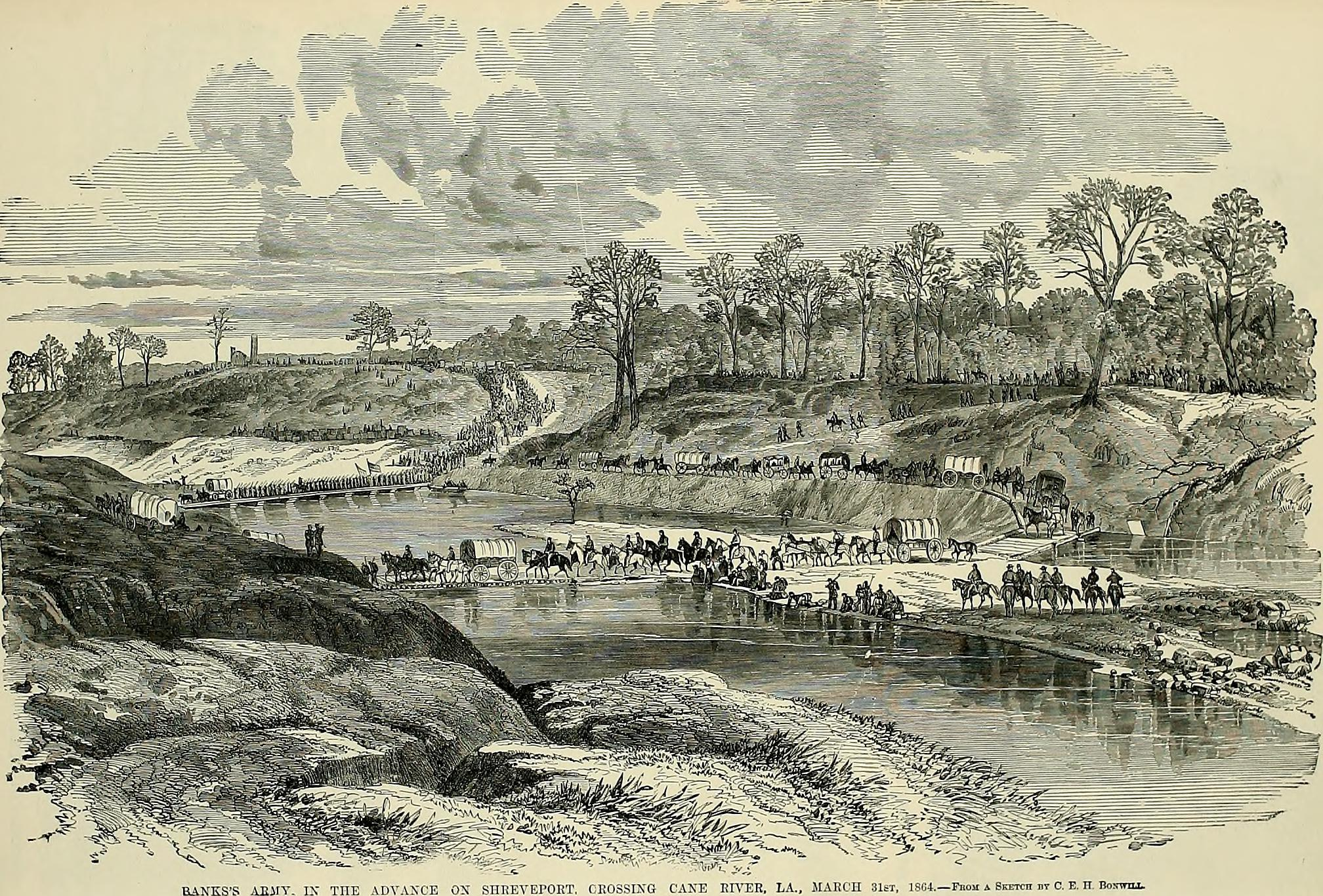
النهر الأحمر

كانت الحملة عبارة عن عملية عسكرية لولايات الاتحاد، قاتل فيها 30 ألف جندي فيدرالي تقريبًا تحت قيادة اللواء ناثانيل برنتيس بانكس، وقاتلت القوات الكونفدرالية بقيادة الجنرال إدموند كيربي سميث، والتي تراوح عددها بين 6,000 إلى 15,000. شكّلت معركة مانسفيلد جزءًا رئيسيًا من حملة الاتحاد الهجومية، والتي أسفرت عن هزيمة الجنرال بانكس.
في الأساس، جاءت الحملة بتصوّر لخطّة وضعها اللواء هنري هاليك، القائد العام الأسبق لجيوش الولايات المتحدة، وتحوّلًا عن خطة الفريق يوليسيس جرانت لتطويق الجيوش الكونفدرالية الرئيسية بواسطة جيش الخليج للاستيلاء على مدينة موبيل. مُنيت الحملة بفشلٍ ذريع، إذ اتّسمت بسوء التخطيط وسوء الإدارة، ولم تحقّق أيًّا مِن أهدافها بشكل كامل. نجح اللواء ديك تايلور في الدفاع عن وادي النهر الأحمر بقوات أصغر عددًا. بالرغم من ذلك، فإن أمر قائده المباشر، كيربي سميث، بإرسال نصف قواته شمالًا إلى أركنساس بدلًا من الجنوب لمطاردة قوات بانكس بعد معارك مانسفيلد وبليزنت هيل، أسفر عن حالة عداء مريرة بين تايلور وسميث.

## إستراتيجية الاتحاد
في بداية الحملة، وضع الاتحاد أربعة أهداف:
1. الاستيلاء على شريفبورت،[3] عاصمة الولاية ومقر إدارة مسرح عمليات غرب الميسيسيبي.
2. تدمير القوات الكونفدرالية في منطقة غرب لويزيانا بقيادة الجنرال ديك تايلور.
3. مصادرة ما مجموعه مئة ألف حزمة من القطن من المزارع الواقعة على طول النهر الأحمر.
4. تنظيم حكومات الولايات «الموالية للاتحاد» في المنطقة وفقًا لخطة لينكولن «عشرة بالمئة».

اعتقد استراتيجيّو الاتحاد في واشنطن أن احتلال شرق تكساس وبسط السيطرة على النهر الأحمر من شأنه فصل تكساس عن بقية الولايات الكونفدرالية. فقد كانت تكساس مصدرًا للأسلحة، والغذاء، والإمدادات التي لا غنى لقوات الكونفدرالية عنها.
يرى بعض المؤرخين أن الحملة كانت مدفوعة كذلك بسبب المخاوف من وجود 25,000 جندي فرنسي في المكسيك أرسلهم نابليون الثالث وتحت إمرة ماكسيميليان إمبراطور المكسيك. في ذلك الحين، اقترحَ الكونفدراليون الاعتراف بحكومة ماكسيميليان مقابل الاعتراف الفرنسي بالكونفدرالية؛ أمل الكونفدراليون أيضًا في تسهيل وصولهم إلى مواد الحرب القيمة نتيجةً لذلك الاعتراف. ومع ذلك، فإن حملة بانكس على ساحل تكساس خلال شهريّ نوفمبر وديسمبر من العام 1863 قد نالت رضى الرئيس الأمريكي أبراهام لينكولن، الذي كتب إلى بانكس قائلًا: «أهنئك على عملياتك الناجحة والمفيدة في تكساس».

## عملية التخطيط
تطلّبت خطة هاليك، التي اكتملت في يناير 1864، من بانكس نقْل 20,000 جندي من نيو أورلينز إلى الإسكندرية في لويزيانا، بما في ذلك كتيبة المشاة 47 بنسلفانيا، التي كانت الكتيبة الوحيدة من ولاية بينسلفانيا للقتال في الحملة، على طريق شمال بايو تيش (في لويزيانا، يُشير مصطلح بايو إلى نهر أو تيارٍ مائيّ بطيء الحركة)، حيث سيقابلهم 15,000 جندي أُرسِلوا هناك من قوات اللواء ويليام شيرمان في فيكسبيرغ، ميسيسيبي، وتحت قيادة العميد أندرو جاكسون سميث. أُتيحت قوات سميث لقيادة بانكس حتى نهاية شهر أبريل فقط، وبعدها يُرسَلون إلى الشرق حيث كانت هناك حاجة لهم للاشتراك بعمليات عسكرية أخرى للاتحاد.
وفقًا للخطة، يتولّى بانكس قيادة تلك القوة المشتركة البالغ عددها 35,000 جنديًا، والتي يساندها خلال مسيرها في منطقة النهر الأحمر نحو شريفبورت أسطولٌ من زوارق المدفعية بإمرة الأميرال ديفيد ديكسون بورتر. في الوقت نفسه، يُرسَل 7,000 جنديًا من قوات الاتحاد من إدارة أركنساس تحت قيادة اللواء فريدريك ستيل جنوبًا من أركنساس للالتقاء مع بانكس في هجومه على شريفبورت، وليعملوا كحامية للمدينة بعد الاستيلاء عليها.
أصبحت الخطة جاهزة للتنفيذ في أوائل مارس 1864، بعد تواصلٍ متأخر نوعًا ما بدأه بانكس لإبلاغ شيرمان وبورتر بأدوارهما وفقًا لخطة هاليك. أرسل بانكس لشيرمان، وهاليك، وبورتر تقريرًا أعده الرائد ديفيد هيوستن يُثبت بما لا يدع مجالًا للشك أنّ الاستمرار بالسيطرة على شريفبورت وشرق تكساس ضربٌ من المستحيل بدون موارد ضخمة. وأوجبت الخطة على معظم رجال بانكس، الذين رافقتهم قوة ضخمة من سلاح الفرسان الذين لم يكونوا مدرّبين تدريبًا جيدًا، الزحفَ شمالًا نحو النهر الأوسط. ووفقًا للخطة، يجب أن يسمح بانكس لمضاربي القطن بمرافقته، وأن يوفّر بورتر المراكب لجمع القطن كغنائم بحرية مُجزية.
كان كبار ضباط الأركان في جيش الولايات الكونفدرالية في حيرةٍ من أمرهم بخصوص الهدف الأساسي لحملة جيش الاتحاد في ربيع العام 1864، فيما إذا كانت منطقة النهر الأحمر، أو خليج موبيل، أو ساحل تكساس. بالرغم من ذلك، شرع الجنرال إيدموند كيربي سميث، القائد العام لقسم مسرح عمليات غرب المسيسيبي، في نقل العديد من قواته إلى منطقة شريفبورت.

## سير الحملة
بدأ اللواء ويليام بي فرانكلين، قائد الفرق الأمامية لجيش الخليج بإمرة الجنرال بانكس، زحفه من جنوب لويزيانا في 10 مارس. وبالتزامن مع ذلك، انطلق أندرو جاكسون سميث بكتيبتين بالقوارب من فيكسبيرغ باتجاه سيمسبورت. بعد مسيرة طوال الليل، فاجأ رجال سميث حامية حصن دي روسي على ساحل النهر الأحمر واستولوا عليه في 14 مارس، وأسروا 317 جنديًا من قوات من الكونفدرالية، واستولوا على الأسلحة الثقيلة الوحيدة في حوزة قوات الكونفدرالية. مثّل ذلك بداية الحملة.